# Kia K-360
Kia K-360 – trójkołowy samochód dostawczy klasy miejskiej produkowany pod południowokoreańską marką Kia w latach 1962–1969 oraz jako Kia T-600 w latach 1969–1974.

## Historia i opis modelu

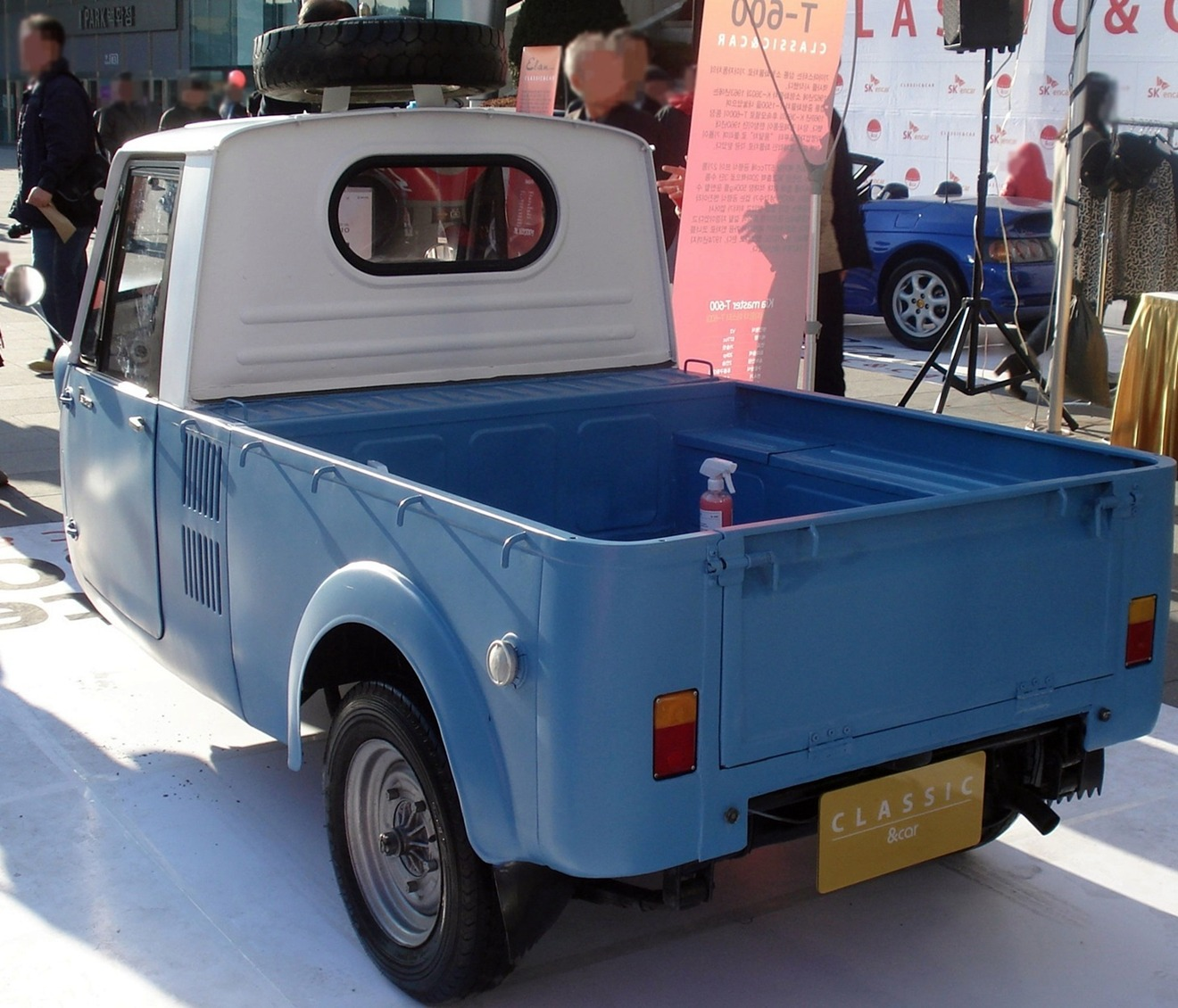
Kia T-600 – tył

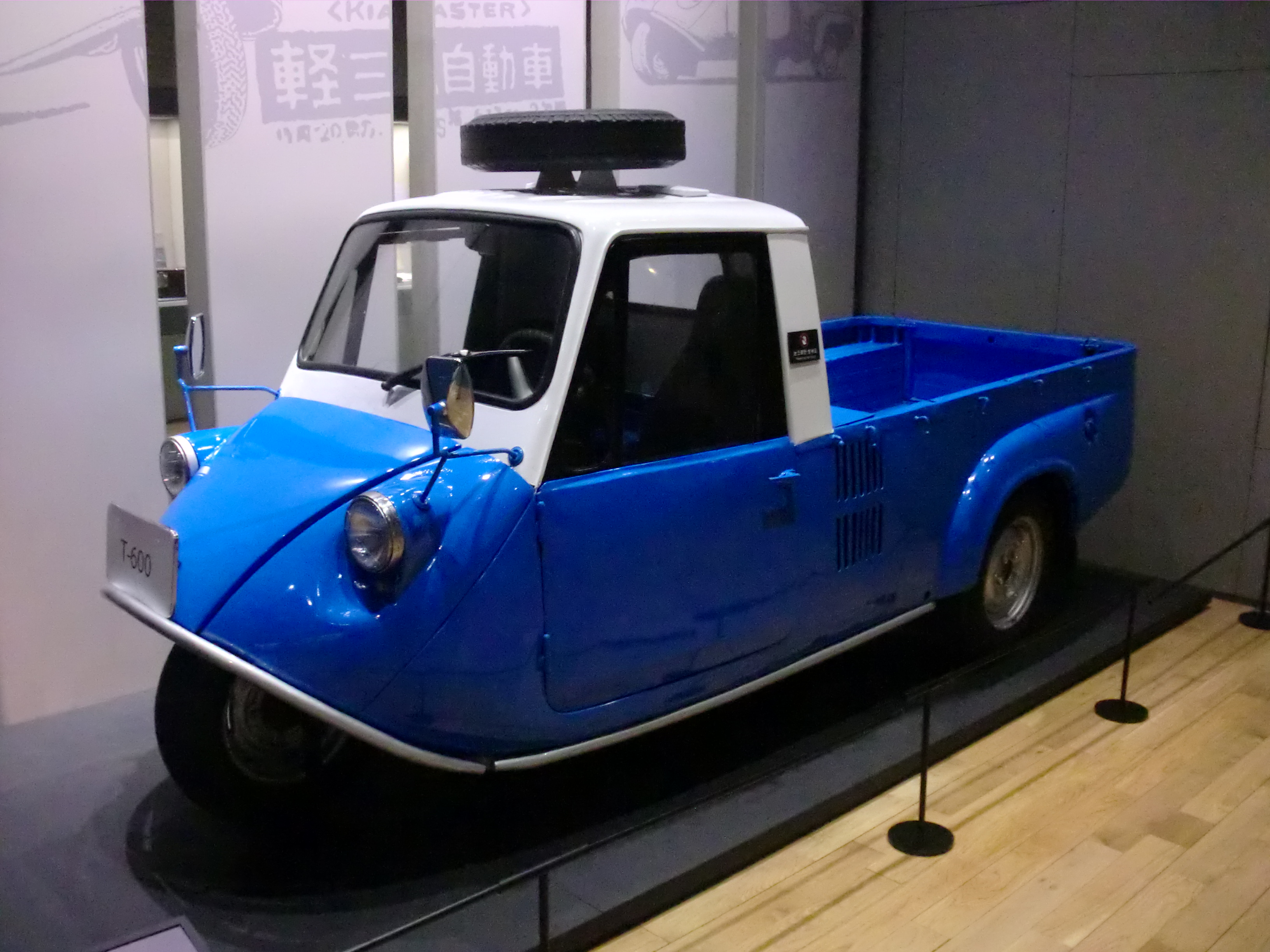
Kia T-600 w muzeum

Model K-360 został zaprezentowany w 1962 roku jako pierwszy w historii pojazd południowokoreańskiego przedsiębiorstwa Kia pod jej własną marką. Powstał on w ramach partnerstwa z japońską Mazdą jako bliźniaczy model wobec produkowanego równolegle na rynki Azji wschodniej pojazdu Mazda K360.
Kia K-360 była dwumiejscowym samochodem dostawczym, który łączył kabinę pasażerską z foremnym, prostokątnym przedziałem transportowym. Charakterystyczną cechą pojazdu była liczba kół – K-360 był trójkołowcem, z pojedynczym kołem umieszczonym w wysuniętej, przedniej części nadwozia.

### T-600
Wzorem japońskiego partnera, z którym Kia była porozumiana w celu budowy swojego niewielkiego pojazdu dostawczego, K-360 została zastąpiona na przełomie lat 60. i 70. XX wieku zmodernizowaną konstrukcją o nazwie Kia T-600 bliźniaczą wobec Mazdy T600. 
W porównaniu do poprzednika, T-600 zachowała niemal identyczne proporcje nadwozia i potrójną liczbę kół przy większych wymiarach zewnętrznych. Przełożyły się one na więcej miejsca w kabinie pasażerskiej, a także w przedziale transportowym.

### Silniki
- L2 0.3l 11 KM